# Museo marítimo de Belice
El Museo marítimo de Belice o simplemente el Museo marítimo (en inglés: Maritime Museum) es un museo en la ciudad de Belice, la antigua capital del país centroamericano de Belice. El museo está ubicado en la calle North Front, en el Terminal Marino en la antigua estación de bomberos.
Junto con el museo de las zonas costeras adyacentes, su misión es educar a los visitantes sobre la historia de la navegación y la construcción naval de Belice a través de una serie de documentos antiguos, maquetas de barcos, pinturas y otras manifestaciones. El museo de las zonas costeras además explora la ecología de los arrecifes de coral en Belice.